# Pane per i bastardi di Pizzofalcone
Pane per i bastardi di Pizzofalcone è un romanzo giallo dello scrittore italiano Maurizio De Giovanni del 2016.
Il romanzo è il quinto tra quelli ambientati nel commissariato di Pizzofalcone, ma il sesto con protagonista l'ispettore Giuseppe Lojacono.

## Trama
Il commissariato di polizia di Pizzofalcone è allo sbando, quattro agenti implicati nel traffico di droga sono stati incarcerati e sono stati sostituiti dagli "scarti" di altri uffici.
Il nuovo commissario è Luigi Palma, quarantenne con l'interesse esclusivo per il lavoro, incaricato di avviare le pratiche per la chiusura del commissariato.
Giuseppe Lojacono, allontanato ingiustamente dalla sua Sicilia, è il più brillante tra gli ispettori anche se la sua condizione sentimentale è deprimente. Francesco Romano e la giovane agente Alessandra Di Nardo sono stati trasferiti a causa dei loro modi troppo rudi, mentre al raccomandato Marco Aragona è data l'ultima possibilità di restare in polizia.
Della vecchia squadra di Pizzofalcone restano solo l’anziano Giorgio Pisanelli e la quarantenne Ottavia Calabrese, ciascuno con seri problemi familiari. Un gruppo accomunato dal fatto di non avere niente da perdere.

## Edizioni
- Maurizio De Giovanni, Pane per i bastardi di Pizzofalcone, Stile Libero Big, Einaudi, 2016,  p. 331, ISBN 978-88-06-22231-4.